# Гор, Спенсер (художник)
Спе́нсер Фре́дерик Гор (англ. Spencer Gore; 1878 — 1914) — английский художник.

## Жизнь и творчество

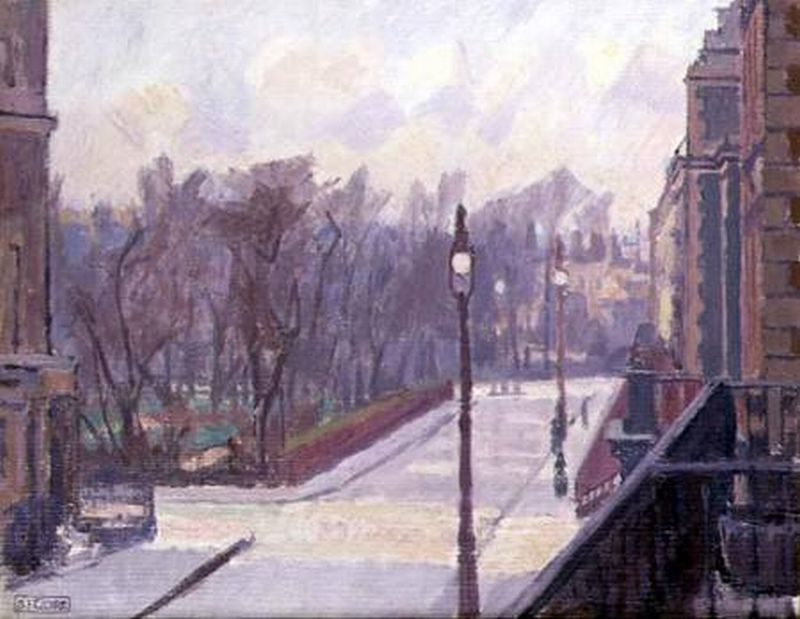
С. Гор Хартингтон-Сквер

Родился 26 мая 1878 года в графстве Суррей. Был младшим из четырёх детей спортсмена  Спенсера Уильяма Гора и его жены Эми Маргарет. Обучался в школе Хэрроу. Учился живописи в Лондоне в Школе изобразительных искусств Слейда.
Гор в своей художественной манере был близок к постимпрессионистам. Много творчески экспериментировал с подачей на полотно различных цветов и их оттенков. Был первым президентом влиятельной британской художественной группы начала XX столетия Кэмден Таун.
Умер 25 марта 1914 года перед самым началом Первой мировой войны, заболев пневмонией.
Сын Спенсера Гора — Фредерик Гор (1913—2009), был также известным английским художником.